# Maksym Drozd
Maksym Serhiïovytch Drozd (en ukrainien : Максим Сергійович Дрозд) est un joueur ukrainien de volley-ball né le 5 août 1991. Il mesure 2,10 m et joue central. Il est international ukrainien.

## Clubs
| Club                 | De        | À   |
| -------------------- | --------- | --- |
| VK Lokomotiv Kharkiv | 2011-2012 | ... |

## Palmarès
- Championnat d'Ukraine (2)
  - Vainqueur : 2012, 2013
- Coupe d'Ukraine (2)
  - Vainqueur : 2012, 2013